# Marina di Ravenna
Marina di Ravenna est une frazione de la commune de Ravenne, situé sur le littoral, à 8 km du centre de la cité. Administrativement, c’est le premier des Lidi Sud, c’est-à-dire de la série de localités balnéaires situées au sud du canal Candiano qui relie Ravenne à la mer Adriatique.

## Histoire
Depuis sa fondation jusqu'aux années 1920, l'histoire de Marina di Ravenna coïncide avec celle de Porto Corsini.
À partir de l'après-guerre, le bourg de pêcheurs à l'entrée du canal Candiano commença à montrer sa propre vocation touristique : en 1926 est créée l’agence de séjour et de tourisme. Pour donner une impulsion apte à souligner la vocation touristique du lieu, la décision fut prise de nommer cette agglomération urbaine située sur le flanc droit du canal, « Marina di Ravenna ». Le pays situé sur le flanc gauche du canal, ironiquement appelé Abissinia à l’époque, garde le nom de Porto Corsini.
En 1929 fut inauguré le local de la Guardia di finanza del mare (police maritime ou garde côtes).
Durant la Seconde Guerre mondiale, du 6 au 9 juillet 1944, Marina di Ravenna fut touchée par un bombardement aérien qui détruisit le phare, la tour de l'aqueduc, l'église, diverses[Quoi ?], le ponton et les implantations pétrolières annexes. 
L'après-guerre fut marquée par la reconstruction rapide des infrastructures portuaires et la route qui relie Marina di Ravenna avec la Strada statale 309 Romea. Le développement économique rejoignit un niveau élevé grâce à la promotion de la localité envers le tourisme.

## Développement et activités
Aujourd’hui Marina di Ravenna rivalise avec Milano Marittima (Cervia) pour être à la tête des localités balnéaires de la province de Ravenne.
- Le pays dispose d’une implantation sportive d’escalade et un champ de tir à l’arc.
- Le Museo Nazionale delle Attività Subacque (musée national des activités subaquatiques) institué par la Historical Diving Society Italia.

- Marina di Ravenna est le siège de la Carnevali Yachts, une des plus grandes agences navales d’Italie, et de la société des travailleurs scaphandriers qui opèrent près de la plate-forme pétrolière de l'Adriatique.